# Eltmann
Eltmann è una città tedesca di 5 538 abitanti, situata nel Land della Baviera.